# آدم نيوبولد
آدم نيوبولد (بالإنجليزية: Adam Newbold)‏ (16 نوفمبر 1989 بإنجلترا في المملكة المتحدة - ) هو لاعب كرة قدم بريطاني في مركز الهجوم. لعب مع نوتينغهام فورست وHucknall Town F.C. ‏ ونادي ستاليبريدج سيلتيك ونادي تاموورث وBallarat City FC ‏.

## وصلات خارجية
- آدم نيوبولد على موقع قاعدة بيانات كرة القدم.إي يو (الإنجليزية)
- آدم نيوبولد على موقع Soccerbase.com (لاعب) (الإنجليزية)